# Вязовка (приток Кудесны)
Вязовка (у Вагнера Елисеевка) — река в Московской области России, левый приток реки Кудесны, впадающей в Осётр.
Длина реки — 10 км. Равнинного типа. Питание преимущественно снеговое. Вязовка замерзает в середине ноября, вскрывается в середине апреля. Берега реки обезлесены и распаханы из-за плодородных чернозёмных почв, поэтому туристического значения не имеют.